# Pawło Skoropadski
Pawło Skoropadski (ukr. Павло Скоропадський, ur. 15 maja 1873 w Wiesbaden, zm. 26 kwietnia 1945 w Metten) – ukraiński polityk i wojskowy. Generał lejtnant Armii Imperium Rosyjskiego. Od 29 kwietnia 1918 do 14 grudnia 1918 samozwańczy hetman – głowa Państwa Ukraińskiego.

## Życiorys
Służył w armii carskiej, uczestniczył w wojnie rosyjsko-japońskiej 1904–1905. W 1906 otrzymał stopień pułkownika, w 1912 generała-majora, w 1916 generała-lejtnanta. Adiutant generalny Mikołaja II w 1905.
W czasie I wojny światowej dowodził m.in. 1 kawaleryjską dywizją gwardii i 34 korpusem armijnym Armii Imperium Rosyjskiego. 29 kwietnia 1918 z poparciem armii niemieckiej, okupującej Ukrainę od traktatu brzeskiego, przejął władzę w Ukraińskiej Republice Ludowej i obwołał się hetmanem. Nastąpiło to w konsekwencji porozumienia Skoropadskiego z gen. Wilhelmem Groenerem, wówczas szefem marszałka von Eichhorna, dowódcy wojsk okupacyjnych na Ukrainie.
Jako formalną nazwę swojego kraju Skoropadski wprowadził określenie Państwo Ukraińskie (ukr. Українська Держава). Państwo to pozostawało pod protektoratem wojsk niemieckich i austro-węgierskich, jednocześnie osłaniających kraj od agresji ze strony Rosji Sowieckiej i inwazji Armii Czerwonej. Władzę hetmańską sprawował do 14 grudnia 1918, mianując trzy gabinety rządowe, oparte na środowiskach konserwatywnych.
Po klęsce Państw Centralnych w I wojnie światowej, zawieszeniu broni na froncie zachodnim (11 listopada 1918 r.) i – w konsekwencji jego warunków – rozpoczęciu wycofywania wojsk niemieckich Ober-Ostu ze wschodu, Skoropadski (dotychczas znany z poglądów monarchistycznych) zmienił swoją taktykę i wypowiedział się za natychmiastowym zjednoczeniem Ukrainy z państwem rosyjskim. W grudniu 1918 został obalony przez Symona Petlurę z pomocą korpusu Strzelców Siczowych. Wyjechał z Kijowa w przebraniu, razem z wycofującymi się Niemcami.
Wraz z rodziną przeniósł się do Berlina, następnie do Szwajcarii, by ostatecznie osiedlić się w Wannsee. Działał w emigracyjnych ukraińskich organizacjach politycznych. W 1939 krytykował zajęcie przez wojska węgierskie Zakarpacia. W czasie II wojny światowej zabiegał o uwolnienie z niemieckich obozów koncentracyjnych ukraińskich działaczy nacjonalistycznych, takich jak Stepan Bandera, Jarosław Stećko czy Andrij Melnyk. Skoropadski próbował zjednoczyć wszystkie siły ukraińskie, będące w diasporze. Nie podzielał nadziei niektórych na to, że Niemcy przywrócą ukraińską państwowość.
16 kwietnia 1945 został śmiertelnie ranny podczas alianckiego bombardowania. Zmarł kilka dni później w szpitalu w Metten. Pochowany został na cmentarzu w Oberstdorfie.

## Galeria

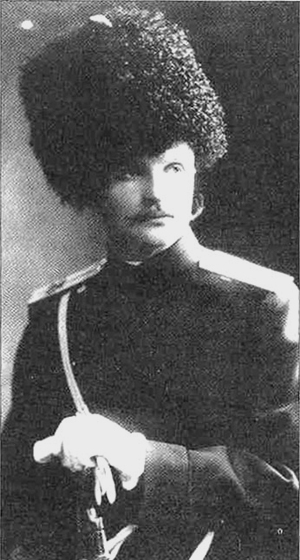
Skoropadski w 1904
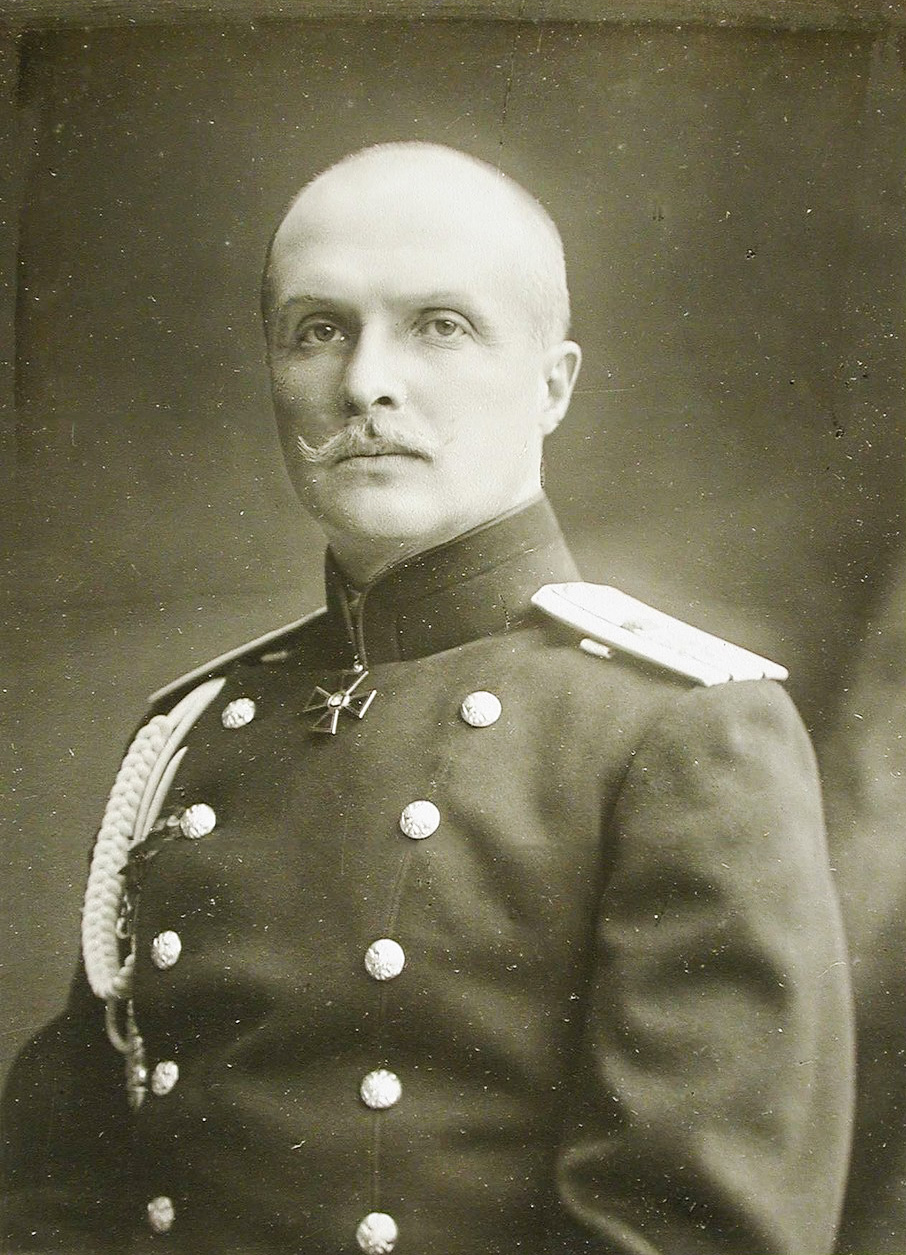
Pawło Skoropadski w stopniu pułkownika Armii Imperium Rosyjskiego
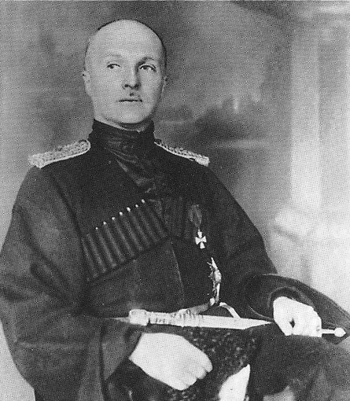
Skoropadski w 1918
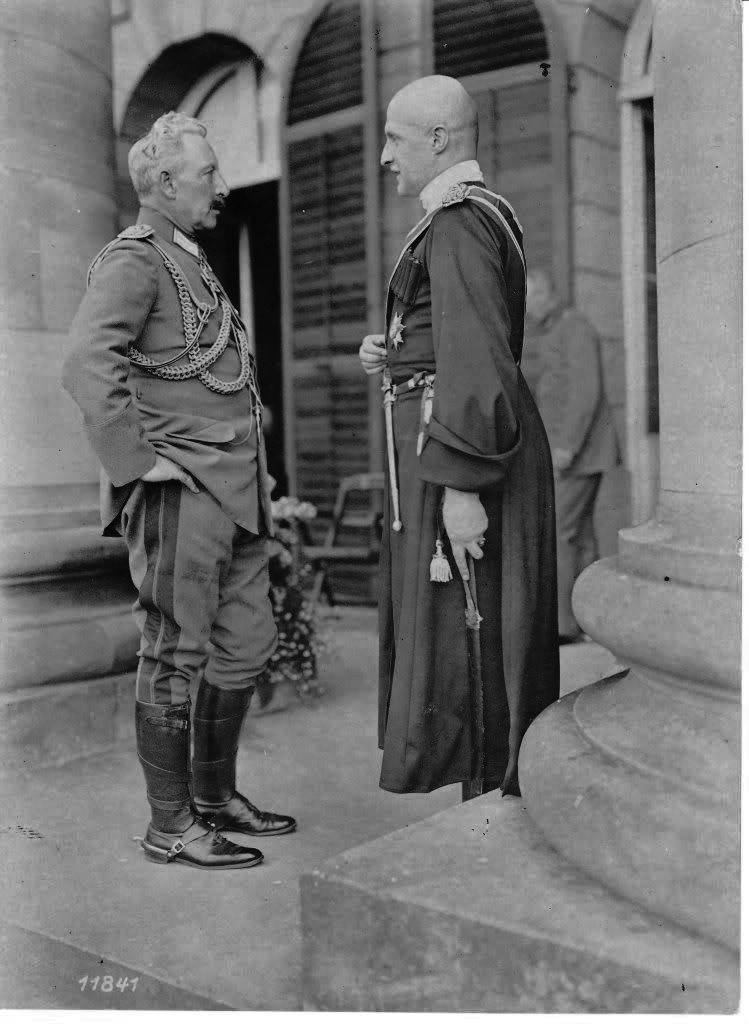
Pawło Skoropadsky i cesarz Wilhelm II w 1918
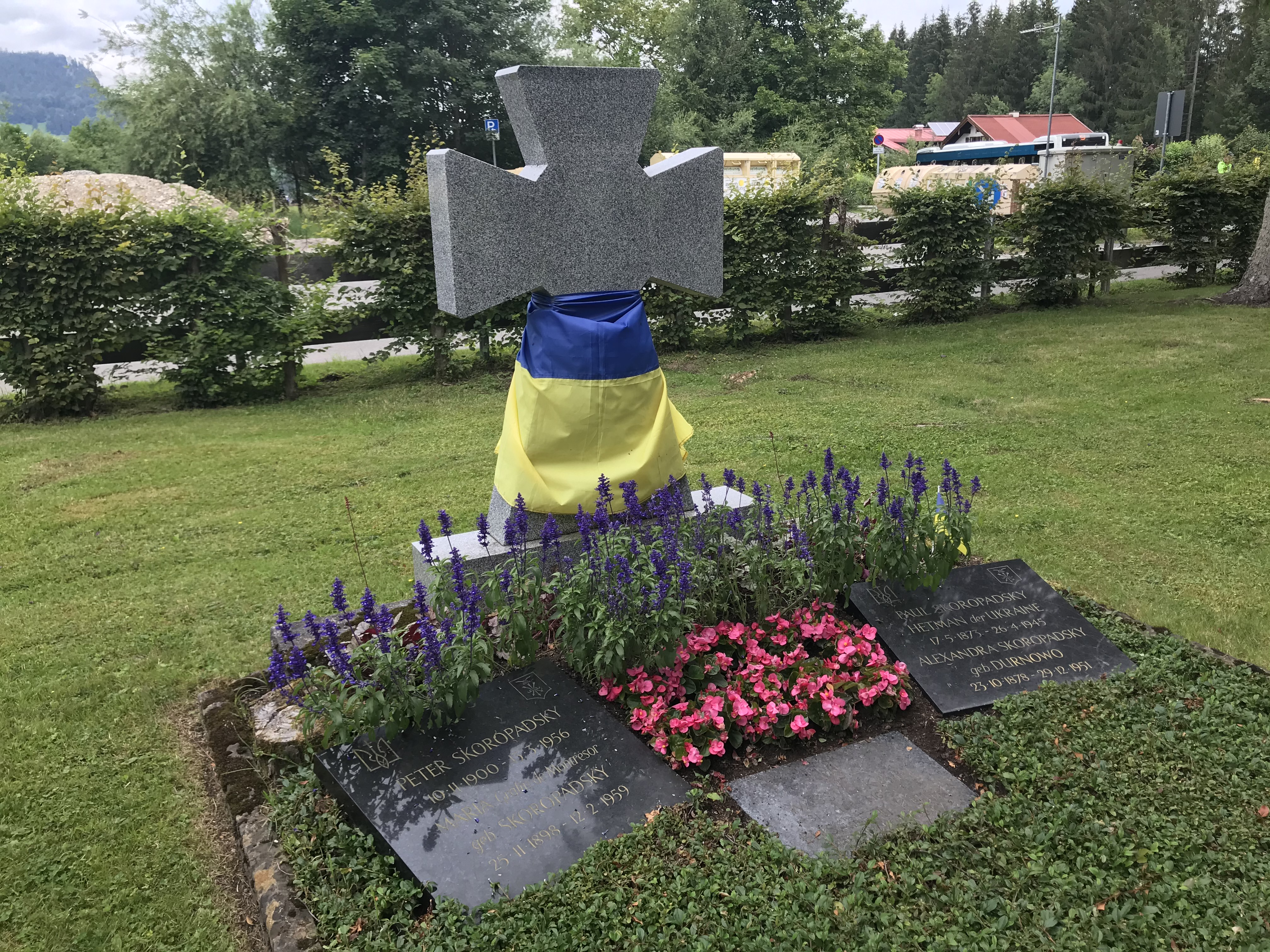
Grób Pawła Skoropadskiego w Oberstdorfie